# Boris Belkin
Boris Belkin (Sverdlovsk, 26 de janeiro de 1948) é um violonista virtuoso russo.

## Vida
Criança prodígio começou a estudar violino com a idade de seis anos, fez a sua primeira aparição pública em Kirill Kondrašin. Ele estudou no Conservatório de Moscovo e, mais tarde com os professores Yuri Yankelevich e Felix Andrievsky. Em 1973 ganhou o primeiro prémio no Concurso Nacional de violinistas da União Soviética. 
Em 1974, emigrou para o ocidente, e desde então tem actuado por todo o mundo com muitas das principais orquestras, incluindo a Boston Symphony, Cleveland Philharmonic, Berlim Philharmonic, Israel Philharmonic, Los Angeles Philharmonic, Philadelphia Orchestra, Pittsburgh Symphony, Montreal Symphony, Bayerischer Rundfunk, Concertgebouw, e todas as grandes Orquestras britânicas.
Maestros com quem tem colaborado, incluem Bernstein, Ashkenazy, Mehta, Maazel, Muti, Ozawa, Sanderling, Temirkanov, von Dohnanyi, Dutoit, Gelmetti, Herbig, Tennstedt, Rattle, Haitink, Berglund, Mata, Chung, Hirokami, Fedoseyev, Ahronovich, Groves, Leinsdorf, Steinberg, Welser-Most, Lazalev, Simonov e muitos outros.
Boris Belkin também se dedica ao repertório da música de câmara, realizando com artistas como Yuri Bashmet, Mischa Maisky e muitos outros. 
A temporada 2008/2009, inclui uma "turnê" com a Orquestra Filarmônica de São Petersburgo Temirkanov, uma "turnê" na América do Sul, e concertos com a Orquestra Sinfônica NHK, em Tóquio, e concerto Sydney Symphony com Vladimir Ashkenazy, concertos em Londres, Berlim, Barcelona, Roma.

## Discografia
- Paganini No.1 with the Israel Philharmonic and Mehta, was highly acclaimed.

- Tchaikovsky and Sibelius Concertos with The Philharmonia and Ashkenazy, Strauss Concerto with Berlin Radio and Ashkenazy,
- Prokofiev Concertos No.1 and No.2 with the London Symphony and Kondrashin, the
- Brahms Concerto with the LSO and Fischer. For Denon he has recorded the
- Prokofiev Concertos with the Zurich Tonhalle and Michael Stern: the
- Sibelius and Bruch Concertos, and
- Shostakovich No.1 and the Glazunov Concerto with the Royal Philharmonic and Junichi Hirokami: the
- Tchaikovsky Concerto with the London Philharmonic and Michael Stern: the Mozart Concerto in A major K219 and
- Sinfonia Concertante with the Salzburg Chamber Soloists and
- Brahms Sonatas with Michel Dalberto.